# Zezé Rocha
José Rodrigues dos Santos, mais conhecido como Zezé Rocha, (Lagarto, 06 de setembro de 1944) é um empresário e político brasileiro, filiado ao Partido Trabalhista Brasileiro (PTB), foi 25º Prefeito de Lagarto entre 1989 e 1992, 27º Vice-Prefeito de Lagarto entre 2011 e 2002 e 28º Prefeito de Lagarto entre 2002 e 2008.

## Vida pessoal e legado
Natural de Lagarto, Zezé Rocha é identificado pela comunidade local pelo envolvimento simultâneo em atividades empresariais e políticas, e pelo apoio a eventos culturais e esportivos, como a vaquejada.  Seu nome está associado a empreendimentos de referência no município, como o Centro Sul Shopping e o Parque de Vaquejada, que se consolidaram como pontos de encontro e lazer para a população.  Apoiadores destacam o impacto econômico de seus investimentos para a região.

## Carreira empresarial
É sócio administrador do Fumo Rocha Indústria e Comércio Ltda, fundada em 1987 e sediada em Lagarto, atuante no beneficiamento de fumo.  Administra também a Zezé Rocha Construção e Empreendimentos Ltda, responsável pelo Centro Sul Shopping, cuja inauguração foi anunciada para 28 de novembro de 2023 e divulgado como o primeiro shopping do interior de Sergipe.  O Parque de Vaquejada Zezé Rocha é um dos principais espaços para competições da modalidade no estado, sediando eventos como a tradicional Vaquejada de Lagarto.

## Carreira política
Tudo começou em 1988, quando foi apresentado como sucessor de Artur de Oliveira Reis na Prefeitura de Lagarto, sendo eleito prefeito e permanecendo à frente da gestão municipal entre 1989 e 1992, tendo Jerônimo Reis como vice.. Retornou ao cargo entres os anos de 2002 e 2008. Até 2004 havia assumido a cadeira de prefeito após a saída de Jerônimo Reis, que dois anos antes deixou o cargo para disputar uma vaga no senado brasileiro. De vice-prefeito passou a chefe do executivo, cargo que exerceu até 2008, depois de conquistada mais uma eleição em 2004..  Sua atuação política é frequentemente associada à promoção de eventos culturais e a investimentos em infraestrutura, além de ter sido alvo de questionamentos e ações judiciais no período pós mandato. Zezé Rocha ainda ganhou destaque por ter conquistado em sua administração a aprovação por duas vezes do Selo UNICEF.

## Controvérsias
Em 2011, foi condenado pela Justiça Federal por improbidade administrativa em ação do Ministério Público Federal de Sergipe, por irregularidades na aplicação de recursos do Fundo Nacional de Desenvolvimento da Educação (FNDE).  Também foi condenado, junto a outros ex-prefeitos, por superfaturamento em obra pública no município.  O Tribunal de Contas do Estado de Sergipe (TCE/SE) emitiu parecer pela rejeição das contas relativas ao exercício de 2004.

## Saúde
Em 13 de agosto de 2025, a tradicional Vaquejada Zezé Rocha foi confirmada, mas sem shows na programação em respeito à saúde do empresário Zezé Rocha. O evento acontecerá entre os dias 27 a 31 de agosto de 2025, marcando a 62º edição.

## Linha do tempo
- 1973 — Casamento com Norma Dantas dos Santos.
- 1987 — Fundação da Fumo Rocha Indústria e Comércio Ltda.[7]
- 1988 — Eleito prefeito de Lagarto para o mandato 1989–1992.[1]
- 1989–1992 — Primeiro mandato como prefeito.[1]
- 2002–2008 — Segundo mandato como prefeito.[2]
- 2004 — Parecer do TCE/SE recomenda rejeição das contas.[2]
- 2011 — Condenação por improbidade administrativa.[10][3]
- Eventos anuais — Realização da Vaquejada de Lagarto no Parque Zezé Rocha.[8]
- 2023 — Anúncio da inauguração do Centro Sul Shopping.[5][6]